# Anisodes nesidica
Anisodes nesidica là một loài bướm đêm trong họ Geometridae.